# Aplicaciones de autoagregación
Las diferentes propiedades que se presentan en los diversos tipos de autoensamblaje pueden ser utilizados con diferentes fines, entre ellos farmacéuticos, industriales, etc. A continuación se describirán algunas de esas aplicaciones:

## Aplicaciones de micelas

### Detergencia
La formación de micelas es una prueba de las interacciones de los detergentes con el agua. Al introducir detergente en la superficie del agua, se puede formar una monocapa, de tal forma que las colas hidrofóbicas son rechazadas por el agua quedando expuestas al medio, mientras que las cabezas hidrofílicas permanecen sumergidas en el agua. Las paredes de las burbujas del detergente se caracterizan por tener una doble capa de jabón, donde las colas se encuentran orientadas hacia el aire y las cabezas hacia la capa de jabón, en contacto con una pequeña capa de agua que, a su vez, se evapora con facilidad llevando a la pérdida de la estructura de la burbuja apoco tiempo de ser formada.
La detergencia separa las partículas de suciedad de la superficie de la ropa, impidiendo que vuelva a depositarse, para lo cual se introduce aceite dentro de las micelas del detergente, las cuales se forman en el interior por autoagregación, lo que produce la limpieza de la ropa, ya que las partículas no pueden volver adherirse, para finalmente ser desalojadas por acción mecánica, emulsificación espontánea y enrollamiento de la suciedad sobre una superficie y su subsiguiente emulsificación.
Cada detergente específico posee diferentes efectos solubilizantes y desnaturalizantes:
- Los detergentes no iónicos (por ejemplo el octiglucósido) son suaves, pero no muy solubilizantes.
- Los detergentes iónicos (por ejemplo el desoxicolato sódico) son buenos solubilizantes, pero son bastantes desnaturalizantes, por lo que pueden desplegar la proteína.

Al aumentar la concentración del detergente, aumenta la probabilidad de que la región hidrófoba de la proteína esté unida. Los detergentes tienen una determinada concentración micelar cítica CMC, que es la concentración necesaria para solubilizar las proteínas de membrana en formas de micelas, ver figura 1. 
Un detergente con una CMC elevada puede disociar las proteínas de membrana sin formar micelas, ya que disolverá la membrana a una concentración inferior a su CMC.

### Solubilización
Incrementa la solubilidad de una sustancia debido a las interacciones micelares, esta interacción puede ser no iónica presentando menor toxicidad, lo cual la hace más útil. Hay cuatro factores que determinan el grado de solubilidad de la sustancia, entre ellos tenemos, la temperatura, la estructura de las moléculas del fluido o de la sustancia a solubilizar, la estructura de las sustancias emulsificantes y por último los electrolitos en el medio. 
Este fenómeno se aplica principalmente a la solubilización de fármacos, entre ellos vitaminas liposolubles, esteroides, esencias. 

### Catálisis
Es un proceso en el cual se aumenta la velocidad de la reacción a través de una catalizador o encima, en este caso la micela. Las estructuras de las micelas ofrecen en su interior condiciones diversas, en las cuales se presentan polaridad opuesta a la presentada por el medio en el que se encuentran. Por tal razón ellas pueden comportarse como un pequeño reactor químico, debido a interacciones electrostáticas que afectan la concentración del reactivo y además las interacciones hidrofóbicas.

### Formación de geles
La viscosidad que presentan las micelas es mucho mayor que la del medio dispersante. Cuando aumenta la concentración del emulsificante, las micelas forman estructuras más macizas, produciendo un alargamiento permitiendo entrecruzarse. El medio dispersante adquiere mayor viscosidad, llegando así a la formación de geles.

## Aplicaciones de liposomas
Debido a las propiedades de los liposomas estos permiten contener un antígeno, un antibiótico, un alérgeno, una droga o un gen en su interior y así ser introducidos en el cuerpo sin producir respuestas inmunes de rechazo. 

Dependiendo de las necesidades de cada fármaco, se pueden modificar las características de los liposomas. Así, para disminuir la velocidad de degradación del liposoma y graduar la liberación de su contenido, se procede a variar su composición y tamaño. También se aumenta la afinidad de los liposomas por un tejido determinado modificando su composición, su carga eléctrica o bien añadiendo receptores o factores de adherencia con lo que se consigue aumentar la concentración de la droga en el órgano.